# Tetractinellida
Tetractinellida is een orde van sponsdieren uit de klasse van de Demospongiae (gewone sponzen). Deze orde, die voor het eerst werd beschreven in 1876, kreeg een nieuwe beschrijving in 2012 en verving de twee orden Astrophorida en Spirophorida, die toen suborden werden als Astrophorina en Spirophorina.

## Onderorden
- Astrophorina
- Spirophorina